# You Belong to Me (Bryan Adams)
| Recensione         | Giudizio |
| ------------------ | -------- |
| Renowned For Sound | [ 1 ]    |

You Belong to Me è una canzone rock scritta da Bryan Adams e Jim Vallance per il tredicesimo album in studio di Adams Get Up!.

## La canzone
La canzone è stata scritta nell'ottobre del 2012 quando Adams ricevette una telefonata dal suo amico regista e sceneggiatore  canadese Harris Goldberg.
Harris stava sviluppando una serie televisiva di una band pre-Beatle-era e aveva bisogno di alcuni brani originali dal suono di quel periodo. Adams e Vallance si sono ispirati allo stile musicale di Buddy Holly, The Beatles, Roy Orbison e gli Everly Brothers; hanno scritto due canzoni: "You Belong To Me" e "Don't Even Try".
Poche settimane dopo Adams si trovava a Los Angeles. Harris ha invitato Adams a unirsi a lui per la cena con un suo amico, fondatore della Electric Light Orchestra, Jeff Lynne. Durante la cena Lynne ha chiesto a Adams su cosa stava lavorando ultimamente, e Adams ha menzionato le canzoni che aveva scritto per il progetto di Harris. Jeff Lynne, interessato dal progetto, ha finito per registrare e produrre entrambe le canzoni.

## Il video
Il video per You Belong to Me è stato girato e diretto da Bryan Adams, e vede il cantante con solo la sua chitarra e una figura femminile, la fotografia del video è in bianco e nero.

## Formazione
- Bryan Adams: chitarra acustica, voce, cori
- Jeff Lynne: chitarra elettrica, chitarra acustica, chitarra solista, basso, batteria, cori
- Steve Jay: tamburello

### Personale tecnico
- Jeff Lynne: produttore, missaggio
- Steve Jay: registrazione, missaggio
- Bob Ludwig : masterizzazione

## Classifiche
| Classifica (2015-2016)           | Picco Posizione |
| -------------------------------- | --------------- |
| Regno Unito (downloads)          | 52              |
| Stati Uniti (adult contemporary) | 26              |